# اس-بان مونیخ
اس-بان مونیخ (آلمانی: S-Bahn München) شبکه قطار شهری و حومه مونیخ، آلمان است.
این راه‌آهن که در سال ۱۹۷۲ تأسیس شده دارای ۸ خط، ۱۵۰ ایستگاه و ۴۳۴ کیلومتر طول است.

## نگارخانه

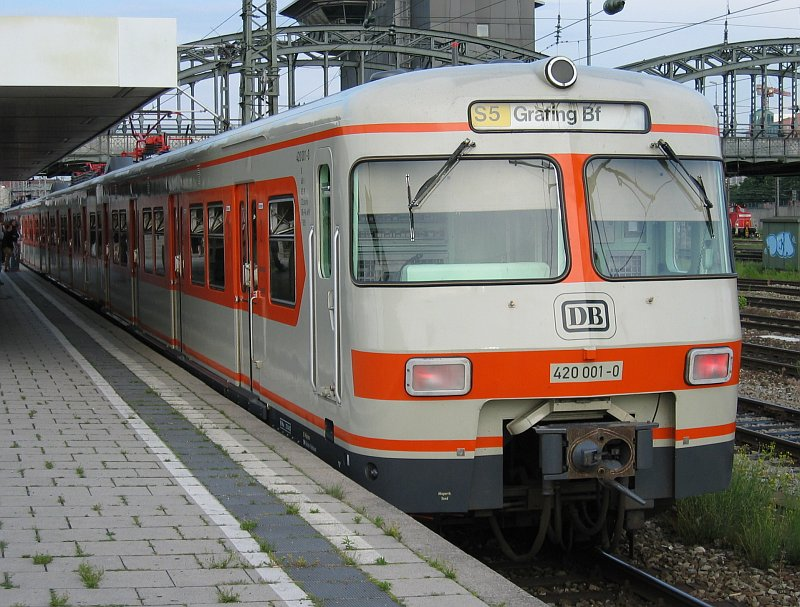
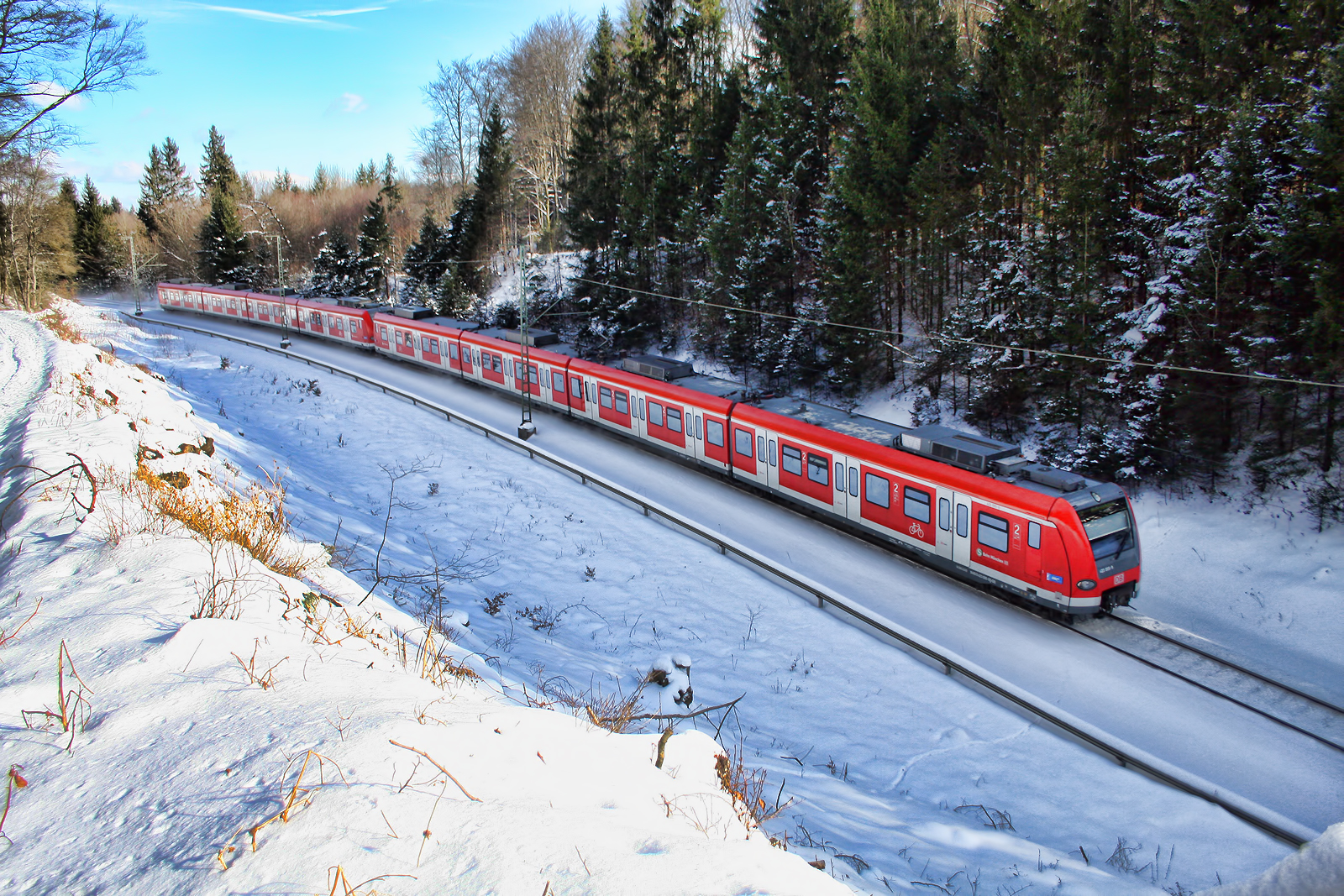
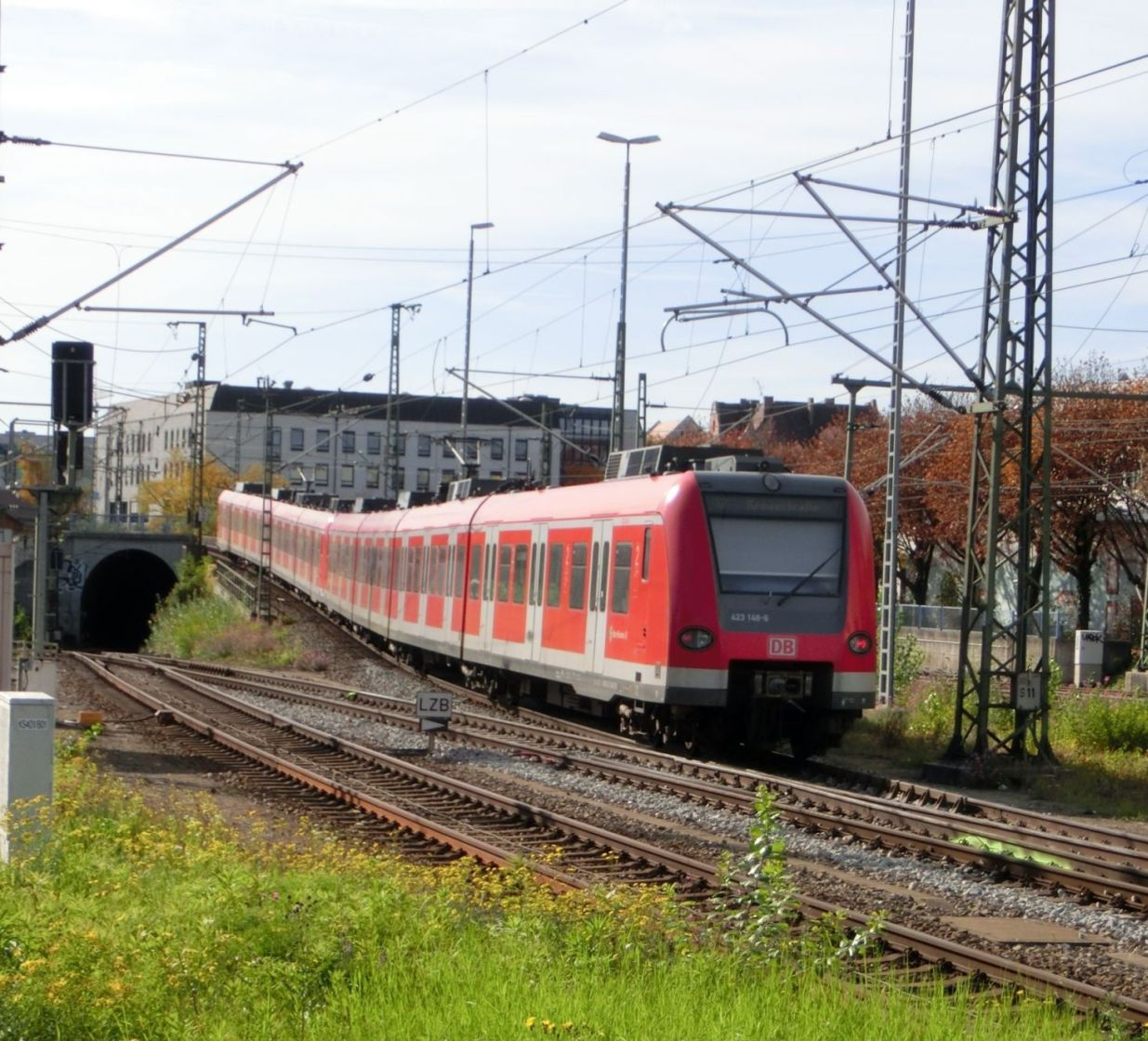
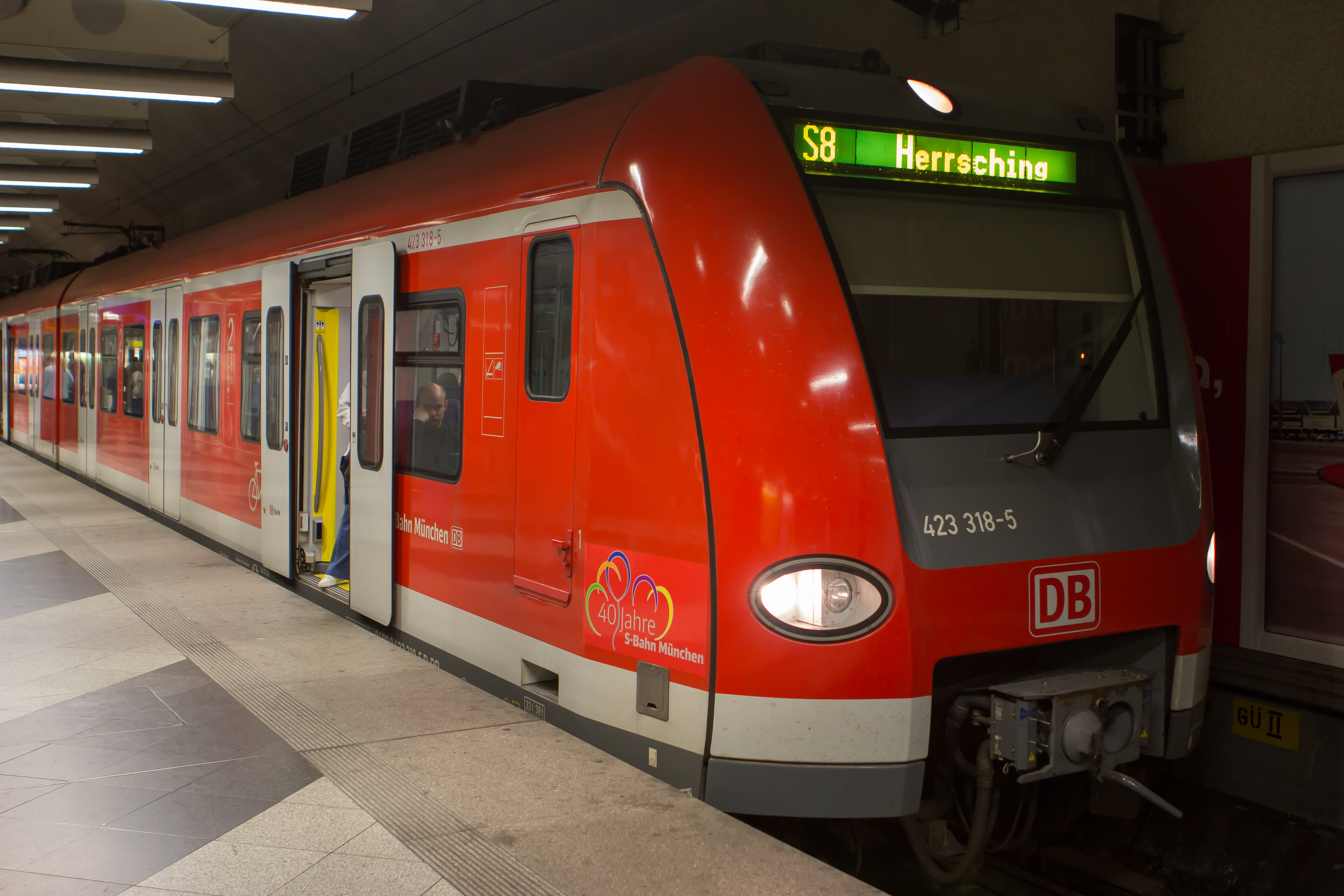